# Грабовскис, Леонид
Леонид Грабовскис (латыш. Leonīds Grabovskis, 3 декабря 1949, Гулбене — 18 июля 2011) — советский и латвийский актёр театра и кино.

## Биография
Леонид Грабовскис родился 3 декабря 1949 года в городе Гулбене, в семье административного работника. Дядя — актёр и режиссёр Роберт Лигерс, брат — актёр и режиссёр Роман Грабовскис.
Окончил 2-ю Гулбенскую среднюю школу (1967) и театральный факультет Латвийской государственной консерватории им. Я. Витола (1975).
Актёр Национального театра (Драматического театра им. А. Упита) с 1975 года.
Целеустремлённо проводил свою персональную художественную трактовку театральных ролей. Был автором и исполнителем поэтических программ, в которых много внимания уделил собственной интерпретации стихов Ояра Вациетиса, Иманта Зиедониса и Александра Чака. Автор стихотворного сборника «Эмоциональная бессонница» («Jūtu bezmiegs», 1998) и книги «Свидетельство любви» («Mīlestības lieciniece», 2001). Ушёл из жизни 18 июля 2011 года.
Похоронен в Риге на Лесном кладбище.

## Театральные работы
- «Лев зимой» Джеймса Голдмена — Джеффри
- «Огонь и ночь» Райниса — Чёрный Рыцарь
- «Сон в летнюю ночь» Уильяма Шекспира
- «Много шума из ничего» Уильяма Шекспира
- «Лолита» Эдварда Олби — Хамьерт Хамберт
- «Преступление и наказание» Ф. М. Достоевского — Родион Раскольников
- «Эмиль и сыщики» Эриха Кёстнера — Густав
- «Ревизор» Н. В. Гоголя — Хлестаков

## Фильмография
- 1973 — Ключи от города — Гарайс
- 1974 — Нападение на тайную полицию — эпизод
- 1976 — В тени меча — Касперс
- 1980 — Факт — эпизод
- 1980 — Долгая дорога в дюнах — эпизод
- 1985 — Дверь, открытая для тебя — Малдонис
- 1985 — Матч состоится в любую погоду — брат Голиковой
- 1985 — Свидание на Млечном пути — Гюнтер
- 1986 — В заросшую канаву легко падать — тракторист
- 1986 — Страх — эпизод
- 1986 — Двойник — эпизод
- 1987 — Если мы всё это перенесём — барон Вольф
- 1989 — Судьбинушка — Кришьянис Баронс в молодости
- 1995 — Ищейки в Риге — Микелис
- 2008 — Камни
- 2009 — Храброе сердце Ирены Сендлер — мужчина